# Hjem kære hjem
Hjem kære hjem er en dansk film fra 2025, der er instrueret af Frelle Petersen. Det er den tredje og sidste film i Petersens sønderjyske hjemstavnstrilogi efter Onkel og Resten af livet. Hovedrollen som hjemmehjælperen Sofie spilles af Jette Søndergaard, Frelle Petersens faste hovedrolleindehaver, mens de fleste andre roller i filmen er castet i og omkring Tønder, hvor filmen også udspiller sig.

## Handling
Sofie er 32 år og fraskilt og bor sammen med sin 10-årige datter Clara. Hun vil gerne starte på en frisk og begynder som hjemmehjælper i et sønderjysk lokalsamfund. Hun er god til at skabe relationer til både de plejekrævende ældre og de øvrige hjemmehjælpere og er glad for sit arbejde, fordi hun kan mærke, at hun gør en forskel. Men hun kan også mærke, at arbejdslivet for de ansatte hjemmehjælpere er presset. Sofie får en ubegrundet klage fra en pårørende til en ældre person, hvilket fører til, at hendes omsorg både for de ældre og for hendes egen datter sættes på prøve.

## Medvirkende
- Jette Søndergaard: Sofie
- Karen Tygesen: Else
- Mimi Bræmer Dueholm: Clara
- Hanne Knudsen: Katrine
- Finn Nissen: Jarl

## Modtagelse
Filmmagasinet Ekko gav filmen fem stjerner ud af seks og kaldte den en rørende, øjenåbnende og sublimt enkelt fortalt historie om en empatisk hjemmehjælper. Dagbladet Information bragte sin anmeldelse som den centrale forsidehistorie på premieredagen med overskriften "Mesterlig hyldest til hjemmeplejen". Anmelderen Anita Brask Rasmussen mente, at filmen sammen med de to forgængere i Frelle Petersens hjemstavnstrilogi var en milepæl i dansk filmkunst, og at Jette Søndergaard var fuldstændig utrolig i sit skuespil. Hun kaldte også filmen om de gamle borgere og dem, der hjælper dem, for "eksistentiel horror skabt med minimale virkemidler og nul drama". I Politiken fik filmen seks hjerter ud af seks, og anmelderen skrev, at den fortjente at få tildelt de største internationale filmpriser.